# Fibra alimentària
La fibra alimentària o fibra cel·lulosa és el component de diversos aliments d'origen vegetal, com els cereals, fruites, verdures i llegums, que no pot ser digerit per l'organisme. La fibra alimentària es troba únicament en aliments d'origen vegetal i el seu component principal és la cel·lulosa. Això és degut al fet que l'aparell digestiu humà no compta amb els enzims que pot digerir i utilitzar-la (cel·lulasa). Com a resultat, la fibra passa gairebé intacta a través de l'aparell digestiu.

## Tipus de fibra alimentària
La fibra alimentària considerada com un carbohidrat complex, es pot dividir en dos grups principals segons les seves característiques i els seus efectes en l'organisme. Aquests dos tipus són: fibra insoluble i fibra soluble.
La fibra insoluble, no es dissol en aigua. Aquest tipus de fibra es troba en aliments com el segó de blat, grans sencers i les verdures. La seva principal acció en l'organisme és augmentar el volum dels excrements, disminuint el temps de trànsit dels aliments i els excrements a través del tub digestiu. Com a conseqüència, aquest tipus de fibra, en ingerir diàriament, facilita les deposicions ajudant a prevenir i alleujar el restrenyiment.
La fibra soluble, es dissol en aigua i es troba en els llegums, la civada, l'ordi, en algunes fruites i, fins i tot, en bacteris com l'Espirulina.

## Característiques de la fibra alimentària
La fibra alimentària és d'origen vegetal: La fibra és el citoesquelet dels vegetals formats per unes substàncies aparentment inerts que poden ser fermentades per alguns bacteris però no desdoblades per les enzims digestius per la qual cosa no es poden absorbir. La fibra no s'ha de considerar com una part aïllada del vegetal, sinó com a component de l'aliment ingerit en el seu conjunt i la bondat o maldat d'aquest aliment ve determinada per la seva composició completa de proteïnes, lípids, hidrats de carboni, fibres i altres components, i no només del seu citoesquelet.